# Gara
Gara je pogranično selo u jugoistočnoj Mađarskoj.
Zauzima površinu od 59,96 km četvornih.

## Zemljopisni položaj
Nalazi se nedaleko od Baje, na 46°01'55" sjeverne zemljopisne širine i 19°02'34" istočne zemljopisne dužine.

## Upravna organizacija
Upravno pripada Bajskoj mikroregiji u Bačko-kiškunskoj županiji. Poštanski broj je 6522.
U Gari se nalazi jedinica Hrvatske manjinske samouprave u Republici Mađarskoj.
Delegat Hrvatske državne samouprave u Mađarskoj za Garu ulazi kao predstavnik Bačke. U sastavu od ožujka 2007. je to Stipan Krekić.

## Povijest
Prvi se put spominje u povijesnoj ispravi iz 1290. 

Pretpostavlja se da naziv dolazi od slavenske riječi za uzvisinu. U tom pravcu je i izvorni smještaj ovog sela, na malom brježuljku 4 km od današnjeg položaja. Kasnije je izvorno selo uništeno, a novo je izgrađeno nešto dalje.
Prema turskim poreznim popisima, u selu je bilo 25 kuća. Nakon kršćanske rekonkviste u Panonskoj nizini, Gara je obnovljena. 

1731., selo je imalo 277 stanovnika. 1734. bilježi se dolazak njemačkih naseljenika.

Prvu školu otvara 1755. János Bary. 

1895. je Gara spojena sa sustavom ugarskih državnih željezničkih mreža. Ova je dionica ugašena 1971., jer je zapravo već Trianonskim sporazumom se ovo selo našlo u prometno-gospodarski nezahvalnom pograničnom području, čime je promet značajno opao. Tako je nakon 50 godina, željezničarska tvrtka odlučila ukinuti ovu liniju.
Dio garskih bunjevačkih Hrvata je zbog okolnosti odselio južnije, u Stanišić i Riđicu. Došli su prije Drugog svjetskog rata.

## Stanovništvo
U Gari živi 2686 stanovnika (2001.).
Pored Mađara (Sekelji), u Gari žive Hrvati i Nijemci.

U povijesti je Gara bilježila brojnu hrvatsku zajednicu, uglavnom iz skupine Bunjevaca.
Danas od kulturnih manifestacija, Hrvati iz Gare održavaju Veliko bunjevačko prelo.

### Poznate osobe
- Antun Karagić, hrvatski književnik
- Nikola Pančić, legendarni mađarski nogometaš
- Ivan Dujmov, mađarski nogometni reprezentativac
- Antun Dujmov, mađarski nogometni reprezentativac
- Mišo Hepp, kulturni i javni djelatnik mađarskih Hrvata

## Vanjske poveznice
- Stranice o Gari  Arhivirana inačica izvorne stranice od 28. veljače 2008. (Wayback Machine)
- Gara na fallingrain.com